# Benjamín Galdames
Benjamín Ignacio Galdames Millán (Ciudad de México, México, 24 de febrero de 2001) es un futbolista mexicano de ascendencia chilena. Juega como delantero o volante ofensivo y su actual equipo es la Atlético San Luis de la Primera División de México.
Es hijo del exfutbolista Pablo Galdames y hermano de Pablo y Thomas Galdames.

## Selección nacional

### Categorías inferiores

#### Sub-20
En octubre de 2020, Galdames recibió su primera convocatoria a la selección nacional sub-20 de México por parte de Raúl Chabrand para el campo de entrenamiento.

#### Sub-21
El 9 de octubre de 2021, Galdames hizo su debut en México Sub-21 en un partido amistoso contra Rumania Sub-21.

### Selección absoluta
En diciembre de 2021 recibió su primer llamado a la selección absoluta para disputar un partido amistoso ante la Selección de fútbol de Chile.

## Clubes
Actualizado al último partido jugado 
| Club                       | Div.          | Temporada     | Liga  | Liga  | Liga   | Copas nacionales | Copas nacionales | Copas nacionales | Copas internacionales | Copas internacionales | Copas internacionales | Total | Total | Total  |
| Club                       | Div.          | Temporada     | Part. | Goles | Asist. | Part.            | Goles            | Asist.           | Part.                 | Goles                 | Asist.                | Part. | Goles | Asist. |
| -------------------------- | ------------- | ------------- | ----- | ----- | ------ | ---------------- | ---------------- | ---------------- | --------------------- | --------------------- | --------------------- | ----- | ----- | ------ |
| Unión Española · Chile     | 1.ª           | 2018          | 1     | 0     | 0      | —                | —                | —                | —                     | —                     | —                     | 1     | 0     | 0      |
| Unión Española · Chile     | 1.ª           | 2019          | —     | —     | —      | —                | —                | —                | —                     | —                     | —                     | 0     | 0     | 0      |
| Unión Española · Chile     | 1.ª           | 2020          | 8     | 0     | 1      | —                | —                | —                | —                     | —                     | —                     | 8     | 0     | 1      |
| Unión Española · Chile     | 1.ª           | 2021          | 6     | 0     | 1      | 2                | 0                | 0                | —                     | —                     | —                     | 8     | 0     | 1      |
| Unión Española · Chile     | 1.ª           | 2022          | 11    | 0     | 0      | 3                | 0                | 0                | 1                     | 0                     | 0                     | 15    | 0     | 0      |
| Unión Española · Chile     | 1.ª           | 2023          | 14    | 0     | 0      | 1                | 1                | 0                | —                     | —                     | —                     | 15    | 1     | 0      |
| Unión Española · Chile     | Total club    | Total club    | 40    | 0     | 2      | 6                | 1                | 0                | 1                     | 0                     | 0                     | 47    | 1     | 2      |
| Atlético San Luis · México | 1.ª           | 2023-24       | 16    | 3     | 0      | —                | —                | —                | 2                     | 0                     | 0                     | 18    | 3     | 0      |
| Atlético San Luis · México | 1.ª           | 2024-25       | 22    | 0     | 0      | —                | —                | —                | 2                     | 0                     | 0                     | 24    | 0     | 0      |
| Atlético San Luis · México | Total club    | Total club    | 38    | 3     | 0      | -                | -                | -                | 4                     | 0                     | 0                     | 42    | 3     | 0      |
| Total carrera              | Total carrera | Total carrera | 78    | 3     | 2      | 6                | 1                | 0                | 5                     | 0                     | 0                     | 89    | 4     | 2      |